# Anaglyphe
 (juin 2020).
Si vous disposez d'ouvrages ou d'articles de référence ou si vous connaissez des sites web de qualité traitant du thème abordé ici, merci de compléter l'article en donnant les références utiles à sa vérifiabilité et en les liant à la section « Notes et références ».
Un anaglyphe (en grec ancien : « ciselure en relief », « bas-relief », « ouvrage sculpté », composé d’ana, « du bas vers le haut » et de glyphe, « ciselure ») est une image imprimée pour être vue en relief, à l’aide de deux filtres de couleurs différentes (lunettes 3D) disposés devant chacun des yeux de l’observateur. Ce principe est fondé sur la notion de stéréoscopie qui permet à notre cerveau d’utiliser le décalage entre nos deux yeux pour percevoir le relief.

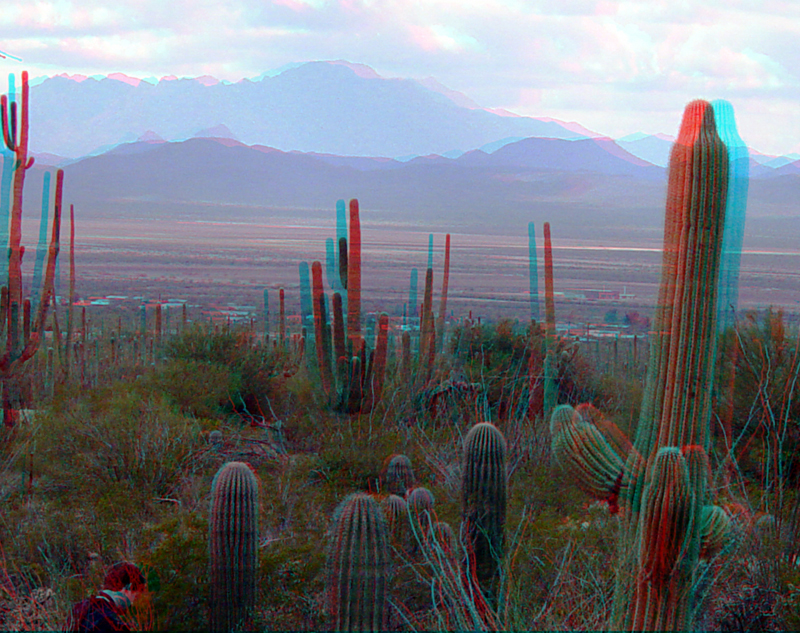
Vue anaglyphique, présentant un relief bien perceptible (lunettes bicolores nécessaires : le rouge à gauche).

## Historique
Le principe est décrit en 1853 par Wilhelm Rollmann (de) à Leipzig. Charles Joseph d'Almeida fait connaître ce mode de restitution du relief à l’Académie des sciences de Paris en 1858. Louis Ducos du Hauron le perfectionne, finit de le mettre au point en 1891 (il lui donne aussi ce nom). Les anaglyphes sont alors l’objet d’une importante production destinée au tourisme, à l’enseignement, aux loisirs, à la publicité… Louis Lumière adapte le procédé au cinéma en 1936, mais le procédé y reste marginal.
Ce principe est utilisé au XXIe siècle en recherche spatiale, la NASA crée des images numériques trichromes déphasées en mode anaglyphique depuis la surface de Mars lors des missions Mars Exploration Rover et Phoenix.

Images anaglyphes réalisées d'après les plaques de verre d'Eugène Trutat
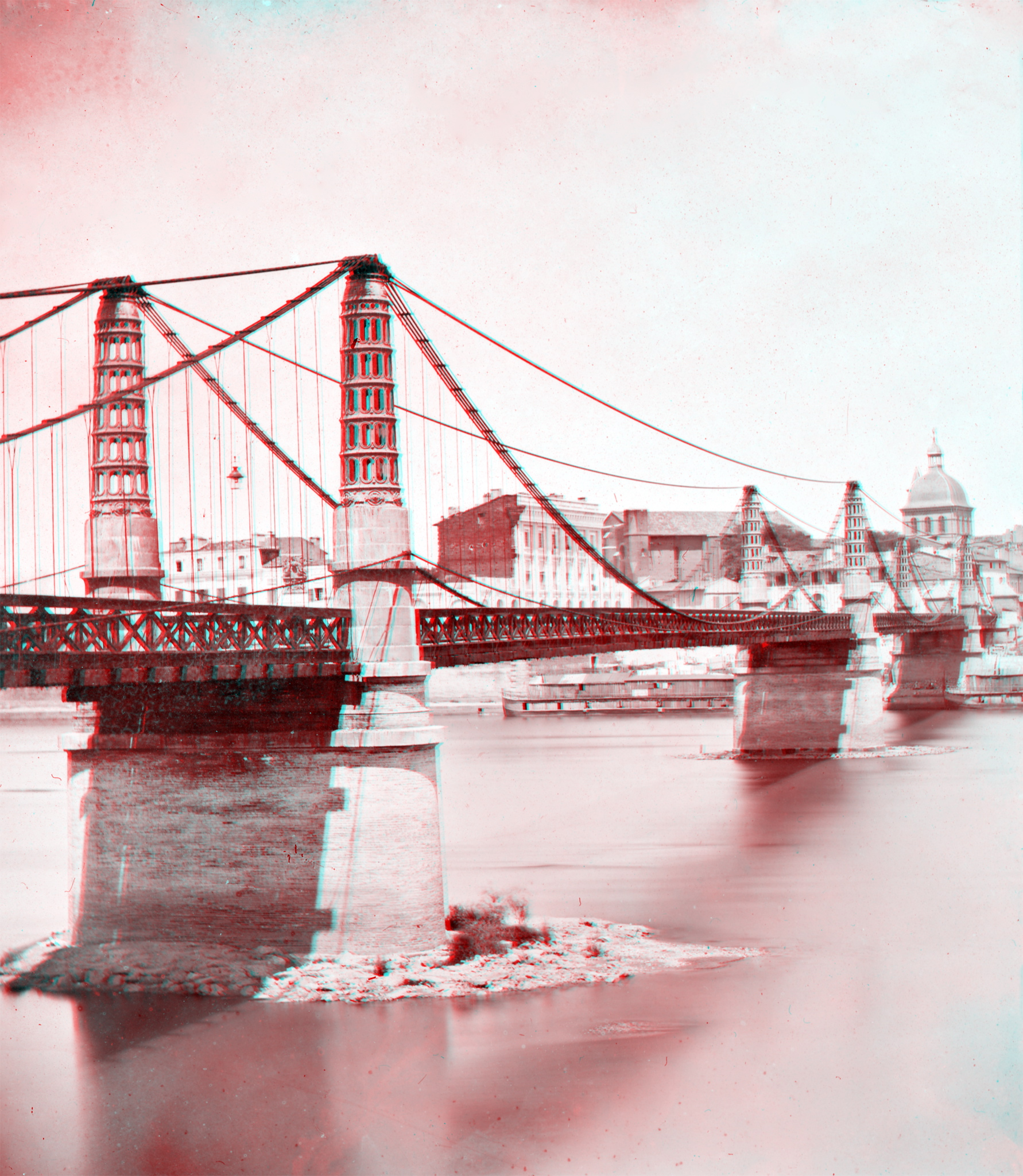
Pont Saint Pierre de Toulouse par E. Trutat. Anaglyphe d'après plaque négative stéréoscopique au collodion.
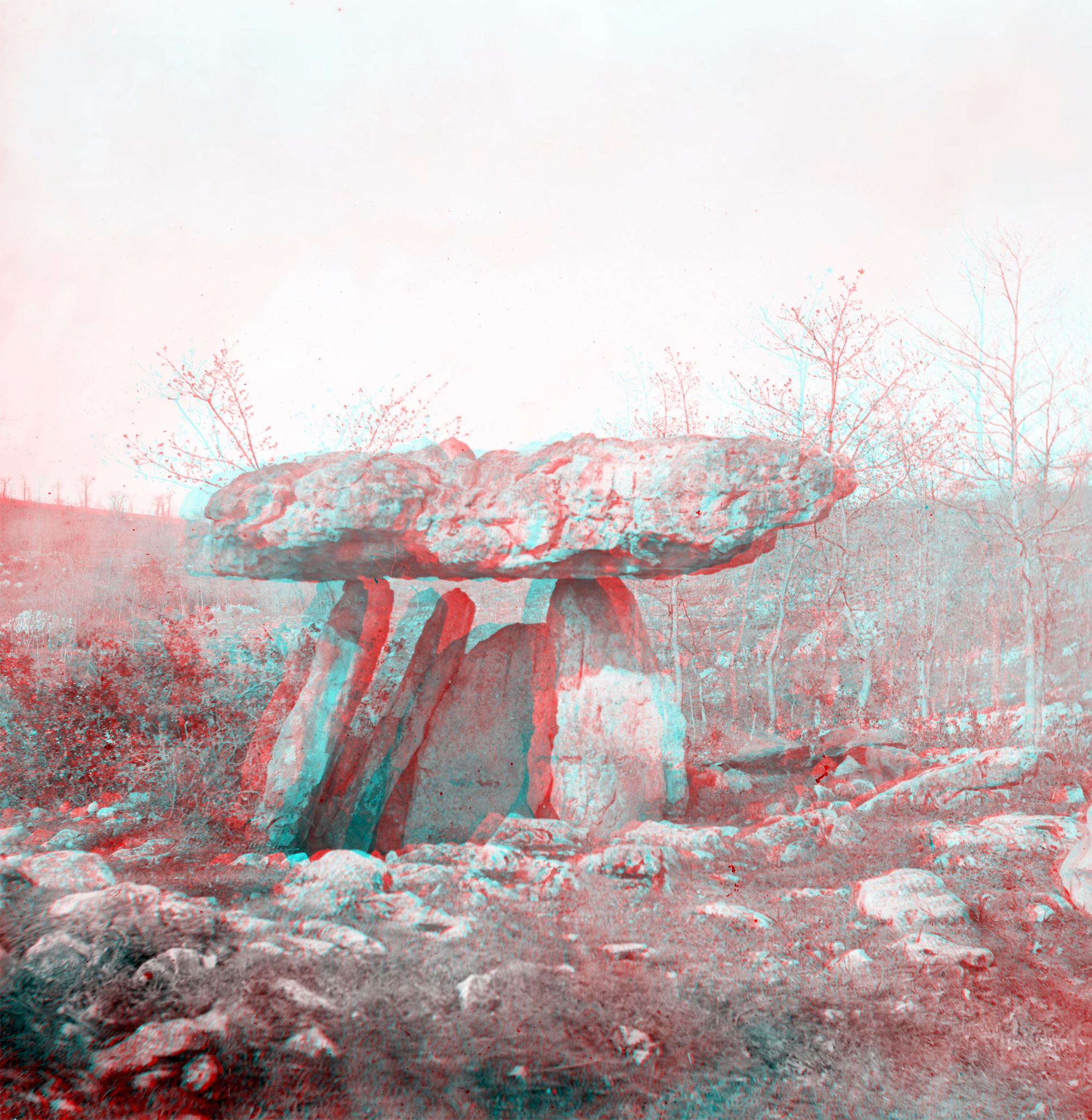
Dolmen du Mas d'Azil par E. Trutat. Anaglyphe d'après plaque négative stéréoscopique au collodion.
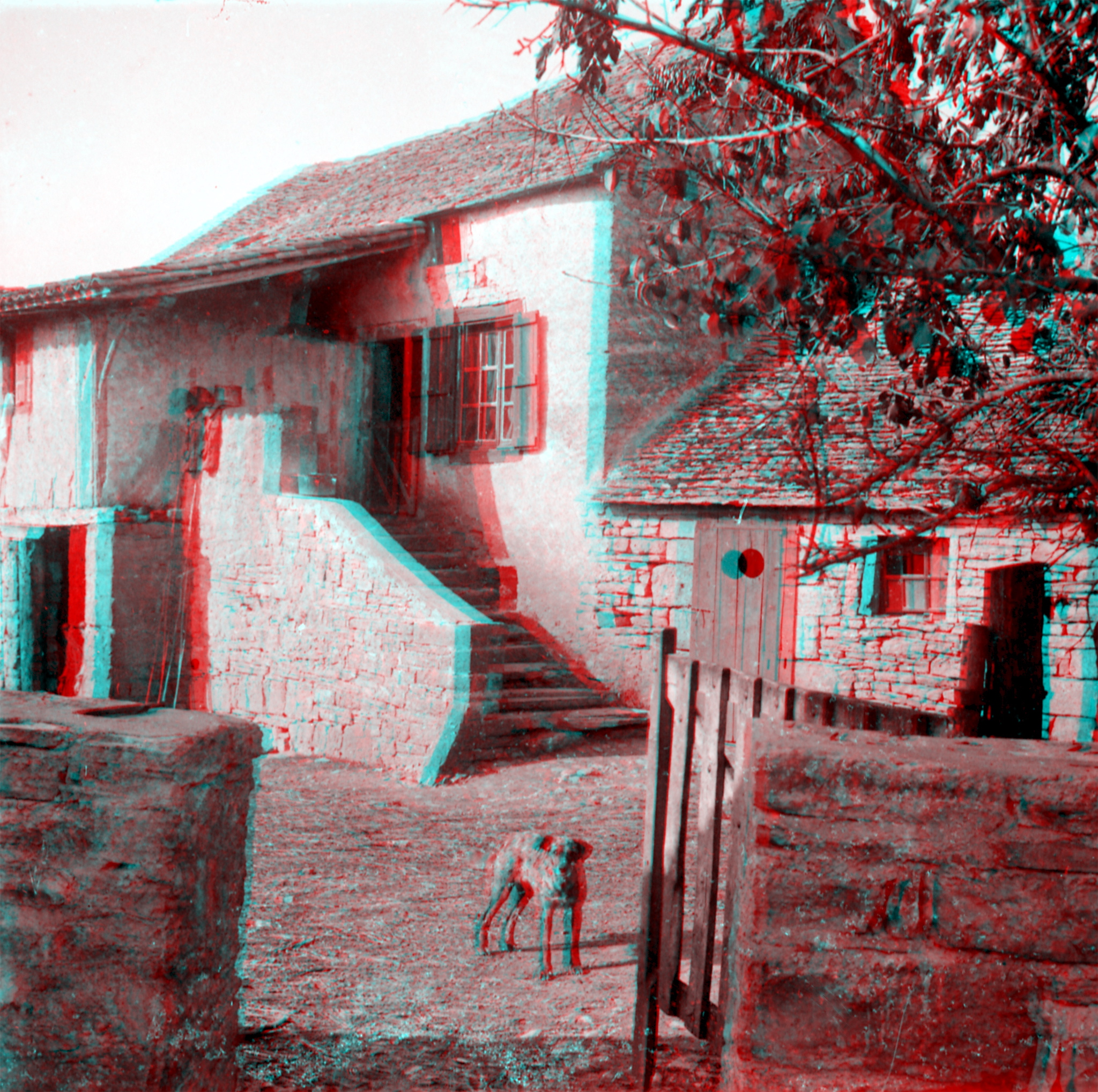
À Cornusson par E. Trutat. Anaglyphe d'après plaque négative stéréoscopique au gélatino-bromure d'argent.
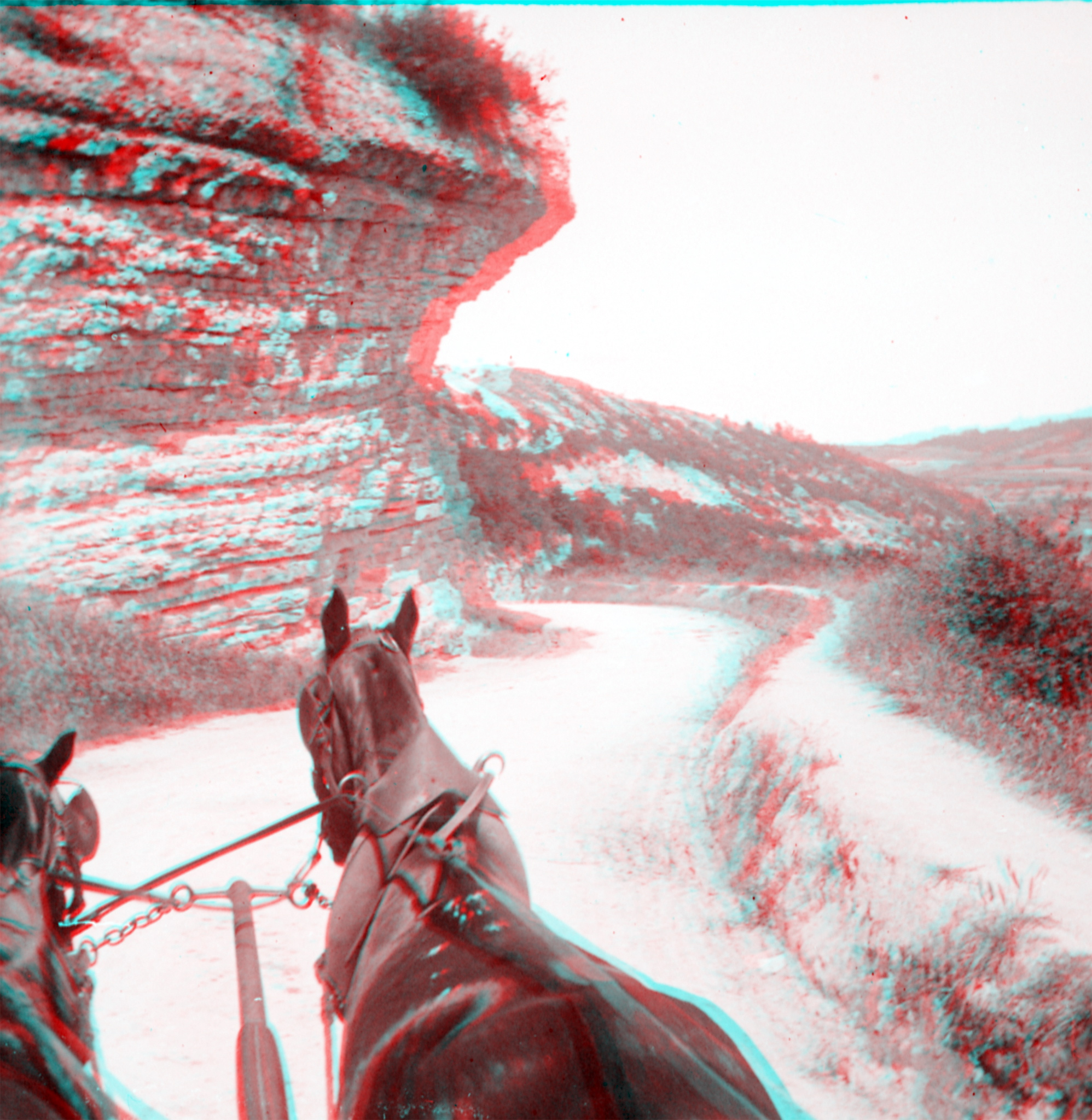
En route pour Bonaguil par E. Trutat. Anaglyphe d'après plaque négative stéréoscopique au gélatino-bromure d'argent.

## Constitution d'un anaglyphe

Plus l'image cyan est décalée vers la gauche par rapport à la rouge, plus l'élément semble éloigné. Dans le cas inverse, il semble ressortir du support.

Un anaglyphe est constitué de deux images superposées (appelées homologues) de couleurs complémentaires représentant la même scène mais vue de points légèrement décalés : le plus souvent la vue gauche en rouge et la vue droite en cyan. Ces images homologues ne sont donc pas identiques : le décalage (appelé parallaxe ou disparité) n’est pas le même pour tous les éléments de l’image ; il est d'autant plus grand, dans un sens ou dans l'autre, que les éléments sont situés près du plan de l'image physique, par exemple imprimée, projetée sur un écran ou affichée sur l'écran d'un ordinateur ou d'un téléviseur.

## Principe de restitution du relief
La restitution du relief est donnée en plaçant un filtre de l’une de ces deux couleurs complémentaires sur un œil et un filtre de l’autre couleur sur l’autre œil : ainsi, chaque œil ne perçoit que les éléments de l'image visibles à travers le filtre de la même couleur (si le fond de l'image est noir) ou de la couleur complémentaire (si le fond de l'image est blanc).
Si deux éléments d'image gauche et droite sont vus suffisamment proches, avec un décalage seulement horizontal, le cerveau les interprétera comme représentant le même objet. Cet objet sera vu plus ou moins loin devant ou derrière le plan sur lequel l'image est physiquement formée, selon la valeur et le sens du décalage, appelé parallaxe, entre les éléments gauche et droit.
Ainsi, si le décalage est différent pour divers éléments de l’image, celui qui regarde l’image à travers des filtres aura l’impression de voir une image dont les points sont situés dans tout l'espace. On voit alors cette image en relief.

## Couleurs des images homologues
Plusieurs combinaisons de couleurs complémentaires ont été essayées : autrefois surtout magenta et vert, plus récemment rouge et cyan ou jaune et bleu, actuellement les plus répandus.
Les filtres rouge et cyan sont bien adaptés à la représentation des couleurs jaunes, ocre, vertes si c'est assez pâle (le gazon vert est assez bien rendu), mauves, pourpres, bleues, toutes les nuances de gris et de brun. Un sous-bois en automne est parfaitement rendu. Il arrive que l'image soit globalement plus claire à travers l'un des filtres, dans ce cas il vaut mieux corriger l'image, ce qui est facile avec les principaux logiciels d'images.
Des anaglyphes constitués de dessins sur fond blanc ou clair donnent des résultats inverses des mêmes dessins sur fond sombre : il faut alors retourner les lunettes pour bien les voir.
Un perfectionnement remarquable de la technique des anaglyphes est le procédé Infitec, basé sur des filtres interférentiels et une image en 6 couleurs : chacun des filtres laisse passer trois bandes de longueurs d'onde (le filtre gauche laissant passer uniquement les couleurs "rouge gauche", "vert gauche", "bleu gauche", et le filtre droit laissant passer uniquement les couleurs "rouge droit", "vert droit", "bleu droit"). On peut alors montrer des « anaglyphes » comportant toutes les couleurs, sans image fantôme. Ce procédé a été ensuite commercialisé, pour le cinéma, par Dolby.

## Principe de fabrication
Un anaglyphe est réalisé à partir de deux vues respectivement droite et gauche.
Le principe de base est d'extraire -dans le cas d'anaglyphe rouge-cyan- la composante rouge de l'image gauche et les composantes verte et bleu (cyan = vert + bleu) de l'image droite puis de recombiner ces trois composantes en une image unique.
L'effet de profondeur est donné par la distance entre l'image d'origine et son double. Si le bleu est à gauche et le rouge à droite, le sujet semblera plus éloigné. Si, au contraire, le rouge est à gauche et le bleu à droite, l'image semblera sortir de l'écran.
La plupart des logiciels de traitement d'images permettent de séparer, puis de recombiner les composantes de couleur des images : en combinant les composantes rouge de la vue de gauche, et verte et bleue de la vue de droite, on obtient un anaglyphe convenable, dans lequel les couleurs jaunes, ocre, brunes, mauves, bleues, vert pâle sont bien restituées par des filtres rouge et cyan.
Il s'agit ici du procédé de base, il existe de nombreux autres procédés plus élaborés et qui permettent de corriger les problèmes inhérents aux anaglyphes (voir le paragraphe Limites) et donc d'obtenir des meilleurs anaglyphes.
Fabrication des lunettes pour voir les anaglyphes :
du carton, des ciseaux, de la colle et surtout les filtres :
Kodak Wratten no 26 ou 29 pour le rouge et Kodak Wratten no 44 pour le cyan.
On trouve facilement dans le commerce par Internet des lunettes pour anaglyphes à bas prix, surtout en grandes quantités, et de qualité très convenable.
Pour obtenir un seul lorgnon anaglyphique, suffisant pour bien voir en relief les galeries d'images diffusées sur Internet, on peut s'adresser au Stéréo-Club Français.

## Limites
Les points de couleurs qui doivent être finalement visualisés comme un seul point ne doivent pas être trop éloignés (si possible pas plus d'un vingtième de la largeur de la figure), pour empêcher que le cerveau ne sépare les images, cela limite donc l’effet de relief que l’on peut donner à une image.
Cependant, une image anaglyphe peut être projetée sur un mur blanc : à partir d'une largeur d'image de 1,20 m, on peut restituer un espace image de deux mètres à l'infini, ce qui n'est pas possible sur l'écran d'un ordinateur.
De plus, la distance entre l’observateur et le plan de l’image anaglyphe est un paramètre qui joue de manière importante sur l’impression de relief: plus l'observateur s'éloigne, plus l'image apparaît comme étirée en profondeur.

### Rivalité rétinienne
Un problème peut être constaté si un élément dans la scène originale a une couleur qui se rapproche de celle d'un des filtres : cet élément sera vu comme très clair par l'œil portant ce filtre et très sombre par l'autre œil. Les cas les plus fréquents sont par exemple : un ciel bien bleu, une voiture rouge vif. Cela provoquera un déséquilibre entre les deux yeux qui rendra l'observation de l'anaglyphe désagréable (l'élément en question semble clignoter). Ce problème est souvent appelé « rivalité rétinienne » et peut être résolu ou atténué par un filtrage des couleurs (la dé-saturation des couleurs est l'opération la plus commune et on parlera alors d'anaglyphes en « demi-couleurs »). La solution peut être aussi d'utiliser d'autres couleurs pour les verres des lunettes : les lunettes jaune-bleue permettront de reproduire plus fidèlement le rouge vif, mais par contre pas le ciel bleu ; mais ces lunettes sont moins répandues que les classiques lunettes rouge-cyan.
Les anaglyphes donnent de bons résultats avec des images noir et blanc (avec niveaux de gris), mais ne sont pas adaptés aux images aux couleurs trop vives; mais les portraits (sauf avec des chapeaux ou fards trop rouges) ou les paysages passent parfaitement avec des lunettes rouge-cyan. Il suffit d'ailleurs de regarder des objets aux couleurs vives à travers des lunettes anaglyphiques pour constater une forte dégradation de leur aspect.

### Fantômes

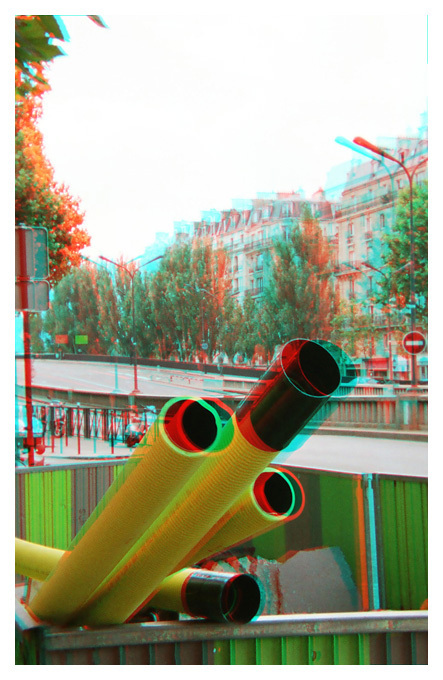
Anaglyphe en jaillissement présentant beaucoup de fantômes

Autre problème qui découle lui de « l'universalité » du système : les anaglyphes peuvent être projetés, imprimés ou visualisés sur un écran d'ordinateur ou de télévision. Or tous ces dispositifs ne restituent pas les couleurs de la même façon et, de leur côté, les lunettes ne sont pas toutes identiques — certaines vont être plus ou moins sombres — et ne sont pas « parfaites ». La conséquence est que le filtrage n'est pas parfait, la séparation des deux images n'est pas totale et chaque œil va voir un peu de l'image destinée à l'autre œil. On voit alors apparaître des images parasites dites « images fantômes » qui vont diminuer le confort de vision et donc l'impact de l'image. S'il est difficile d'obtenir que tout le monde ait un écran bien réglé et des lunettes parfaites il vaut mieux éviter dans les anaglyphes des contrastes trop importants qui vont provoquer des fantômes. Un traitement des images sur ordinateur (diminution du contraste) peut là aussi atténuer les problèmes.

### Compression des images
Les algorithmes de compression des images numériques les plus répandus comme le JPEG ont été conçus pour compresser des photographies standard et ne donnent pas toujours satisfaction pour traiter des images anaglyphes.
Pour augmenter le taux de compression, ces algorithmes traitent séparément l'information « luminosité » et l'information « couleur » (ou chrominance) de l'image à compresser. Pour simplifier, on peut dire que la compression de l'information « couleur » s'effectue non pas pixel par pixel mais par bloc de 2 ou 4 pixels qui sont alors considérés comme ayant la même couleur. On parle de « sous-échantillonnage de la chrominance ». Or les anaglyphes reposent sur un codage précis des couleurs pour bien restituer le relief de la scène représenté. Le sous-échantillonnage de la chrominance va faire que les deux images gauche et droite vont baver l'une sur l'autre provoquant des désagréables images fantômes ayant la forme de filets argentés.
Heureusement de nombreux logiciels permettent d'enregistrer des images JPEG en désactivant le sous-échantillonnage de la chrominance, la qualité de l'image stéréo s'en trouve grandement améliorée (au prix d'une taille de fichier légèrement supérieure).

## Applications
Les anaglyphes ont été utilisés, dès le XIXe siècle, pour projeter des images en relief, en attribuant à chaque spectateur des lunettes à filtres colorés et en plaçant devant chacun des projecteurs le filtre correspondant. Ces projections portaient au début sur des images fixes, puis sur du cinéma dès le début du XXe siècle.
Plus tard, les anaglyphes ont été utilisés en télévision, 1980-1981 diffusés par TF1 dans « les Grandes Premières de la Photographie » par Philippe Caffin et Denis Derrien. Les lunettes adéquates ont été vendues dans les magasins de photos par le musée de l'holographie et conseillées par les hebdomadaires spécialisées et la grande Presse.

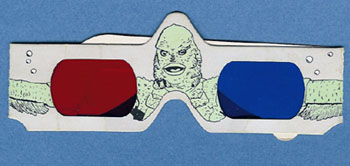
Les lunettes dites « 3D Video » fournies par le magazine de télévision partenaire de l'opération

Le passage de L'Étrange Créature du lac noir à la télévision française le 19 octobre 1982 dans le cadre de l'émission La Dernière Séance a marqué la mémoire de nombreux téléspectateurs du pays. Pour la diffusion de cette émission spéciale, appelée « séance en relief  », les téléspectateurs peuvent se procurer les lunettes équipées de filtres bleu et rouge en achetant un magazine de télévision partenaire de l'opération.
Les anaglyphes sont souvent utilisés dans la presse, notamment dans des publications scientifiques pour présenter des figures, par exemple d'anatomie, en relief. Des lunettes bicolores sont alors jointes à la publication.
Les anaglyphes sont actuellement très en vogue sur les galeries de photos en relief sur Internet, car c'est le seul moyen pratique de montrer en plein écran des images en relief sur ordinateur, sans installation spéciale.
L'anaglyphe est en train de refaire une percée avec le numérique. Le photographe ayant beaucoup moins de manipulations à faire pour obtenir un résultat correct et Internet étant là pour donner de la ressource au niveau des images. Les vieilles plaques de verre stéréoscopiques du début du siècle reprennent vie ! La technique ne fait que s'améliorer en parvenant à nous fournir jusqu'à des visites virtuelles et des objets 360° en relief.
Certains appareils photos numériques comme le Olympus SP590UZ permettent sous certaines conditions et à l'aide du programme Camedia Master de produire des photos 3D.
Les anaglyphes peuvent être très utiles pour l'enseignement, car il est facile d'en introduire dans un PowerPoint, et de projeter ce PowerPoint, car dans pratiquement tous les établissements d'enseignement il y a un projecteur et un écran blanc. On peut ainsi présenter des images en relief illustrant des cours de sculpture, d'architecture, d'anatomie animale ou humaine, d'astronomie, de géométrie dans l'espace, de botanique, de géologie, d'entomologie, de cristallographie, de mécanique, d'histoire, de géographie, etc. Des exemples en sont donnés sur le site Internet du Stéréo-Club Français.